# Jallah Jeem

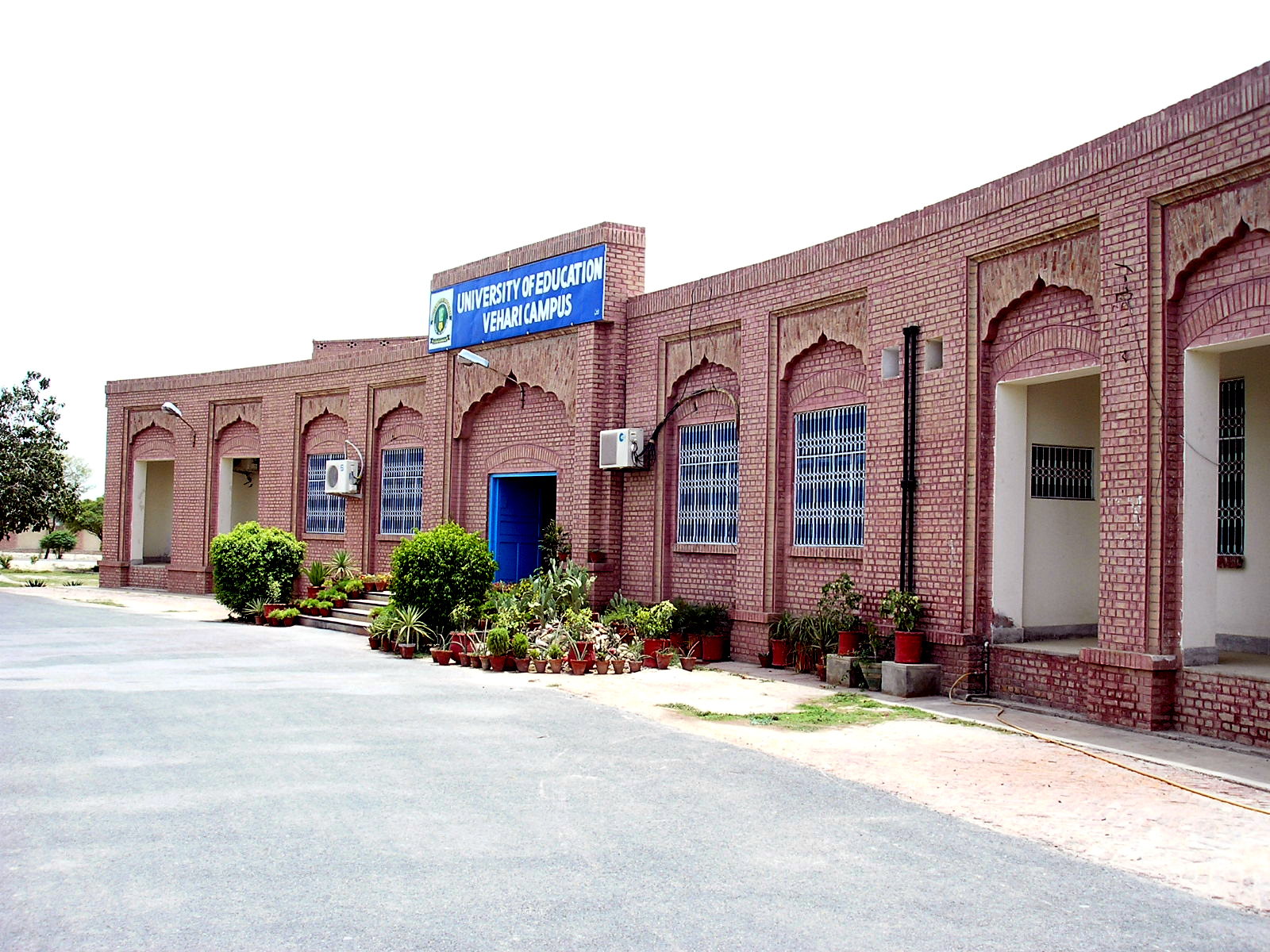
Universität von Vehari

Jallah Jeem (Urdu جلّہ جیم) ist die drittgrößte Stadt des Distrikts Vehari in der Provinz Punjab in Pakistan. Sie befindet sich an der Multan Delhi Road, die vom indischen Kaiser Sher Shah Suri gebaut wurde.

## Bevölkerungsentwicklung
| Zensusjahr | Einwohnerzahl |
| ---------- | ------------- |
| 1972       | 028.246       |
| 1981       | 053.799       |
| 1998       | 094.343       |
| 2017       | 145.464       |